# Kvaerner Masa-Yards
La Kavaern Masa-Yards (KMY) è una società finlandese per la costruzione di varie tipologie di navi. Nel 1991 la KMY entrò a far parte del conglomerato industriale internazionale Kvaerner. Questa agenzia ha costruito anche la Spirit Class della Costa Crociere e Carnival Cruise Line : Costa Atlantica, Carnival Spirit, Carnival Pride, Carnival Legend, Costa Mediterranea e Carnival Miracle. 
E la Classe Fantasy della Carnival Cruise Line: Carnival Fantasy, Carnival Ecstasy, Carnival Sensation, Carnival Fascination, Carnival Imagination, Carnival Inspiration, Carnival Elation e Carnival Paradise

## Società affiliate
- Kvaern Masa Marine Inc.
- Potenza Piping Oy
- NEMARC Shipping Company

## Navi

### Passeggeri
- Crociere
- Traghetti

### Navi cisterne
- Gasiere
- Petroliere speciali

### Uso sul ghiaccio
- Rompighiaccio
- Navi per il ghiaccio in corso di tonnellaggio

### Altri usi
- Strati di cavo
- Draghe
- Navi di ricerca
- Gru
- Vasi heavy-lift
- Offshore

## Personale
La KMY ha un personale di circa 5000 operai che si basano sul modello del lavoro di squadra.

## Operazioni
Le operazioni della società sono:
- Turku New Cantiere
- Helsinki New Cantiere
- Una fabbrica di moduli prefabbricati cabina e bagno
- KMY-Azipod Unità
- L'unità Tecnologica

### KMY-Azipod Unità
Si occupa dello sviluppo, della propulzione e delle vendite Azipod.

### Unità Tecnologica
Si occupa della ricerca, dello sviluppo, dell'ingegneria e dei servizi post-vendita.